# Římskokatolická farnost Veliká Ves
Římskokatolická farnost Veliká Ves (lat. Michelsdorfium) je zaniklá církevní správní jednotka sdružující římské katolíky ve Veliké Vsi a okolí. Organizačně spadala do krušnohorského vikariátu, který je jedním z deseti vikariátů litoměřické diecéze.

## Historie farnosti
Jedná se o tzv. starou farnost, jejíž letopočet založení není znám. Matriky jsou vedeny od roku 1733.
Farnost existovala do 31. prosince 2012 jako součást kadaňského farního obvodu. Od 1. ledna 2013 zanikla sloučením do farnosti-děkanství Mašťov.

### Duchovní správcové vedoucí farnost
Začátek působnosti jmenovaného v duchovní správě farnosti od:
- 1627   Daniel Fritzler
- Michael Thotus, † 1632
- 1632   Andreas Paulus Eysipio, † 1636
- 1636   Peter Crutio, † 1656,[3] čestný kanovník u sv. Severa v Erfurtu (něm. Severikirche)
  - od r. 1656 připadl Gut Michelsdorf do duchovní správy Chorherren Lateranensis Sct. Augustini; kněží z tohoto kláštera (označeni jsou označeni za jménem OESA):
- 1656   Mathias Neuper, OESA
- 1662   Georg Ignaz Jurezko, OESA
- 1684  Theodonius Foysner, OESA
- Anton Schowansky, OESA
- 1711   Isidor Schrepl, OESA
- 1713   Josef Hamak, OESA
- 1724   Wenzel Norbert Poklop, OESA (v roce 1736 se stal opatem)
- 1736   Thomas Brinke, OESA[4]
- 1739 Anton Meruna
- 1747 Karl Prochaska
- 1755 Leopold Roth
- 1760 Josef Schindler
- 1771 Josef Wenzel Hromadka
- 1785 Franz Schüktanz, † 23. 6. 1806
- 1806 Josef Litschka[3] (Lischka[4]) n. 8. 6. 1771 Pont, o. 22. 10. 1796, † 1. 4. 1840[3] (okrskový vikář a osobní děkan, nar. v Mostě, † 1840[4])
- 1840 Josef Körner, n. 23. 9. 1789 Dehlav., o. 14. 8. 1814, † 1858
- 1858 Josef Walter, n. 8. 5. 1816 Bilin, o. 3. 8. 1840, † 22. 11. 1889[3] (osobní děkan)
- P. Johann Hergl (administrátor)[4]
- 1889 Johann Reinwarth, n. 9. 1. 1857 Spitzberg, o. 20. 7. 1880, † 29. 3. 1944[3]
- 1918 Carol. Glatz, n. 7. 7. 1884 Heinersdorf, o. 12. 7. 1908, † 9. 6. 1956
- 1931 par. vacat, admin. interc. Car. Schöniger
- 1. 8. 1931 Anton. Aschenbrenner, n. 12. 8. 1886 Eisenstein, o. 14. 7. 1912, † 21. 5. 1955
- 26. 2. 1946 Josef Rabas
- 1. 8.  1947 František Hrubý
- 1. 12. 1948 František Jániš
- 26. 9. 1953 Antonín Grus
- 1. 8.  1957 Jan Kolář
- 1. 11. 1959 Tomáš Pirný
- 24. 9. 1997 Richard Madej
- 15. 11. 1997 – 31. 12. 2012 Josef Čermák, admin. exc. z Kadaně[3]

Kromě kněží stojících v čele farnosti, působili ve farnosti v průběhu její historie i jiní kněží. Většinou pracovali jako farní vikáři, kaplani, katecheté, výpomocní duchovní aj.

## Území farnosti
Do farnosti náleželo území obcí:
- Chrašťany (Groschau)[p 2]
- Veliká Ves (Michelsdorf)[p 2]
- Vysoké Třebušice (Hohentrebetitsch)[p 2]
- Zlovědice (Lobeditz)[p 2]

## Římskokatolické sakrální stavby a místa kultu na území farnosti
| | Fotografie | Stavba                         | Místo            | Bohoslužby                      | Zeměpisné souřadnice             | Status                                                                            | Číslo kulturní památky                       |
| Kostely | Kostely    | Kostely                        | Kostely          | Kostely                         | Kostely                          | Kostely                                                                           | Kostely                                      |
| --- | ---------- | ------------------------------ | ---------------- | ------------------------------- | -------------------------------- | --------------------------------------------------------------------------------- | -------------------------------------------- |
| 1. |            | Kostel sv. Jakuba apoštola     | Veliká Ves       | bližší informace o bohoslužbách | 50°16′10″ s. š., 13°22′27″ v. d. | do 31. prosince 2012 farní kostel, poté filiální kostel farnosti-děkanství Mašťov | 28269/5-812 (Pk•MIS•Sez•Obr•WD) (Q21598556)  |
| 2. |            | Kostel sv. Anny                | Vysoké Třebušice | bližší informace o bohoslužbách | 50°15′23″ s. š., 13°23′54″ v. d. | filiální kostel                                                                   | 43135/5-1211 (Pk•MIS•Sez•Obr•WD) (Q21534314) |
| Poškozené a zaniklé sakrální stavby |            |                                |                  |                                 |                                  |                                                                                   |                                              |
| 3. |            | Kostel sv. Michaela archanděla | Zlovědice        | bližší informace o bohoslužbách | 50°15′54″ s. š., 13°23′54″ v. d. | polozbořený filiální kostel                                                       | 43268/5-1208 (Pk•MIS•Sez•Obr•WD) (Q21534315) |
| Některé drobné sakrální stavby a pamětihodnosti lze dohledat zde v databázi Drobné sakrální památky Zaniklé sakrální stavby lze dohledat zde v databázi Poškozené a zničené kostely, kaple a synagogy v České republice |            |                                |                  |                                 |                                  |                                                                                   |                                              |

Ve farnosti se mohou nacházet i další drobné sakrální stavby, místa římskokatolického kultu a pamětihodnosti, které neobsahuje tato tabulka.

## Galerie sakrálních pamětihodností ve farnosti

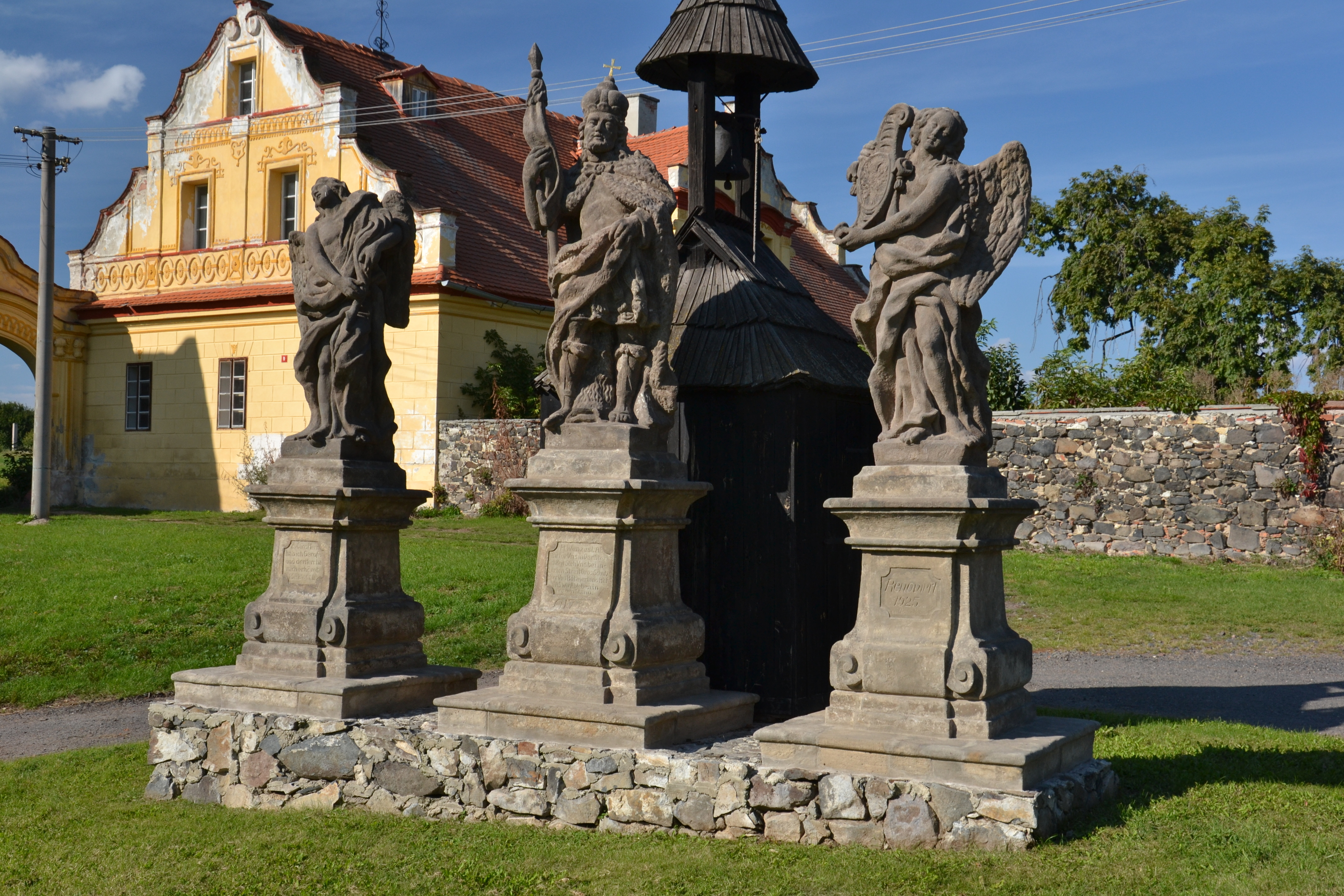
Sousoší svatých v Nových Třebčicích
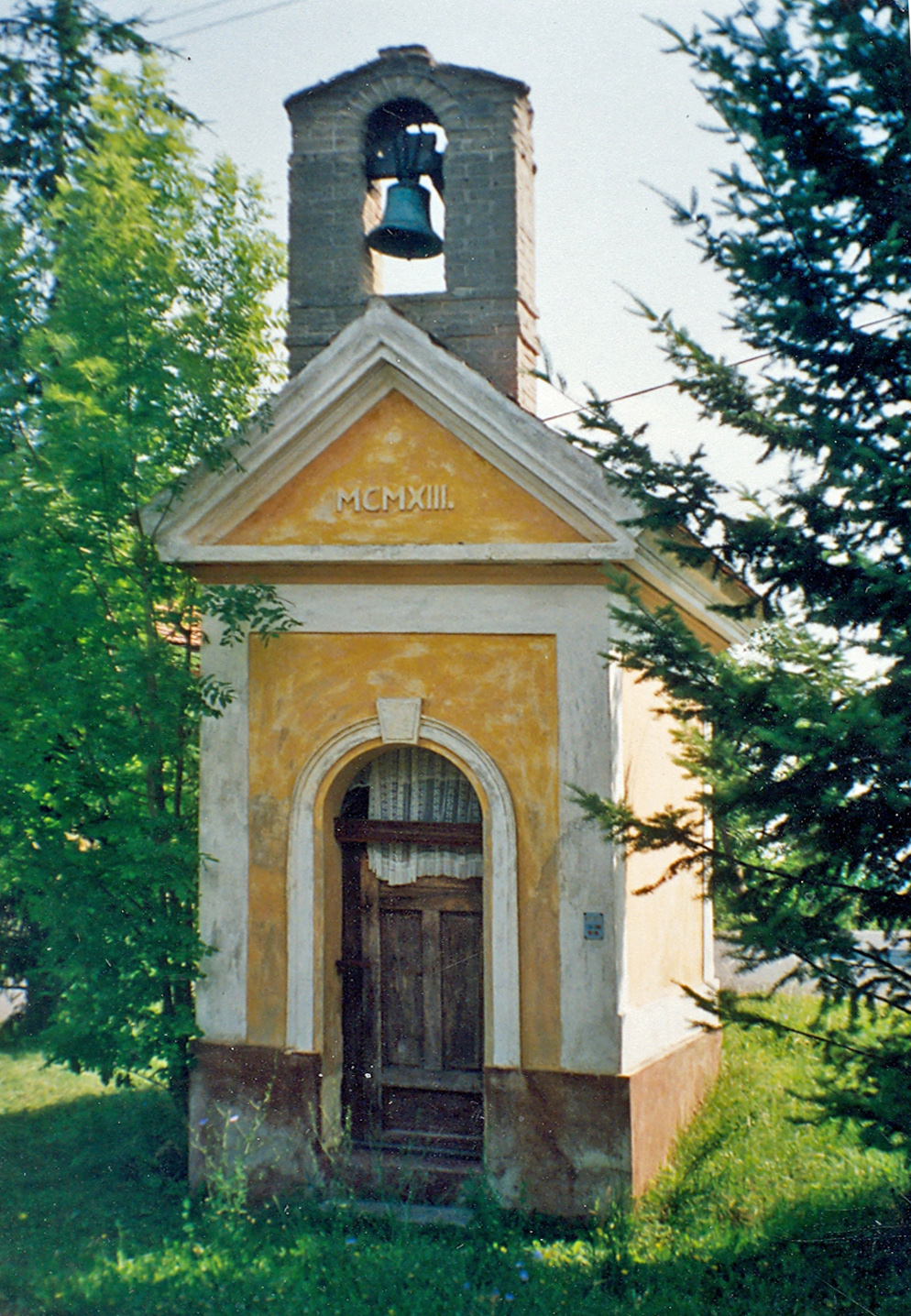
Kaplička na návsi v Chrašťanech